# Hans-Jürgen Pohmann
Hans-Jürgen Pohmann (* 23. Mai 1947 in Köln) ist ein ehemaliger deutscher Tennisspieler und Journalist.

## Leben
Pohmann wurde als Sohn der Tennisspielerin Inge Pohmann geboren. Seine größten Erfolge als Tennisspieler feierte er in den 1970er Jahren. 1973 gewann er im Einzel die Grand-Prix-Turniere in Berlin und Düsseldorf. In dieser Saison erreichte er mit Rang 30 auch seine höchste Platzierung in der Tennisweltrangliste.
Als Doppelspieler gewann er zusammen mit seinem langjährigen Spielpartner Jürgen Faßbender fünf Turniere: 1972 in Kitzbühel, 1973 und 1974 in Hamburg sowie 1975 und 1976 in Gstaad. 1973 erreichten beide das Halbfinale der French Open und zwei Jahre später das Halbfinale in Wimbledon.
Zwischen 1971 und 1976 bestritt Pohmann auch insgesamt 24 Matches als Mitglied des deutschen Davis-Cup-Teams. Von ihnen gewann er 18. Den größten Erfolg feierte er 1971 mit dem Einzug in das Finale der Europa-Zone.
Nach seinem Rücktritt vom Wettkampfsport schlug Pohmann eine Laufbahn als Sportjournalist ein und war ab 1981 als Redakteur, Moderator und Kommentator für die Sportredaktionen von Sender Freies Berlin (SFB) und Rundfunk Berlin-Brandenburg (RBB) tätig. Von 2005 bis zu seinem Ruhestand, Ende Dezember 2012, arbeitete er beim RBB als Sportchef.

## Erfolge
| Legende                     |
| Grand Slam                  |
| Masters Grand Prix          |
| Grand Prix Super Series     |
| Grand Prix World Series (6) |
| ATP Challenger Tour (1)     |

| ATP-Titel nach Belag |
| Hartplatz            |
| Sand (6)             |
| Rasen                |
| Teppich              |

### Einzel

#### Turniersiege

##### ATP Tour
| Nr. | Datum        | Turnier | Belag | Finalgegner | Ergebnis           |
| --- | ------------ | ------- | ----- | ----------- | ------------------ |
| 1.  | 4. Juli 1973 | Berlin  | Sand  | Karl Meiler | 6:3, 3:6, 6:3, 6:3 |

##### Challenger Tour
| Nr. | Datum        | Turnier    | Belag | Finalgegner      | Ergebnis      |
| --- | ------------ | ---------- | ----- | ---------------- | ------------- |
| 1.  | 9. Juli 1973 | Düsseldorf | Sand  | Jürgen Faßbender | 6:2, 6:3, 6:3 |

#### Finalteilnahmen
| Nr. | Datum             | Turnier | Belag | Finalgegner      | Ergebnis           |
| --- | ----------------- | ------- | ----- | ---------------- | ------------------ |
| 1.  | 11. November 1974 | Manila  | Sand  | Ismail El Shafei | 6:7, 1:6           |
| 2.  | 14. Juni 1976     | Berlin  | Sand  | Víctor Pecci     | 1:6, 2:6, 7:5, 3:6 |

### Doppel

#### Turniersiege
| Nr. | Datum         | Turnier     | Belag | Partner          | Finalgegner                      | Ergebnis      |
| --- | ------------- | ----------- | ----- | ---------------- | -------------------------------- | ------------- |
| 1.  | 23. Juli 1972 | Kitzbühel   | Sand  | Jürgen Faßbender | Mal Anderson Geoff Masters       | 7:6, 6:4, 6:4 |
| 2.  | 17. Juni 1973 | Hamburg (1) | Sand  | Jürgen Faßbender | Manuel Orantes Ion Țiriac        | 6:1, 6:3      |
| 3.  | 26. Mai 1974  | Hamburg (2) | Sand  | Jürgen Faßbender | Brian Gottfried Raúl Ramírez     | 6:3, 6:4, 6:4 |
| 4.  | 13. Juli 1975 | Gstaad (1)  | Sand  | Jürgen Faßbender | Colin Dowdeswell Ken Rosewall    | 6:4, 9:7, 6:1 |
| 5.  | 11. Juli 1976 | Gstaad (2)  | Sand  | Jürgen Faßbender | Paolo Bertolucci Adriano Panatta | 7:5, 6:3, 6:3 |

#### Finalteilnahmen
| Nr. | Datum             | Turnier      | Belag       | Partner          | Finalgegner                      | Ergebnis                  |
| --- | ----------------- | ------------ | ----------- | ---------------- | -------------------------------- | ------------------------- |
| 1.  | 21. Oktober 1973  | Manila       | Sand (i)    | Jürgen Faßbender | Marcelo Lara Sherwood Stewart    | 6:4, 5:7, 6:7             |
| 2.  | 19. Mai 1974      | München (1)  | Sand        | Jürgen Faßbender | Antonio Muñoz Manuel Orantes     | 6:2, 4:6, 6:7, 2:6        |
| 3.  | 11. August 1974   | Indianapolis | Sand        | Jürgen Faßbender | Jimmy Connors Ilie Năstase       | 7:6, 3:6, 4:6             |
| 4.  | 18. August 1974   | Toronto      | Sand        | Jürgen Faßbender | Manuel Orantes Guillermo Vilas   | 1:6, 6:2, 2:6             |
| 5.  | 25. August 1974   | Boston       | Sand        | Marty Riessen    | Bob Lutz Stan Smith              | 6:3, 4:6, 3:6             |
| 6.  | 3. November 1974  | Jakarta      | Sand        | Jürgen Faßbender | Ismail El Shafei Roscoe Tanner   | 5:7, 3:6                  |
| 7.  | 8. März 1975      | London       | Teppich (i) | Jürgen Faßbender | Paolo Bertolucci Adriano Panatta | 3:6, 4:6                  |
| 8.  | 10. August 1975   | Indianapolis | Sand        | Wojciech Fibak   | Juan Gisbert Manuel Orantes      | 5:7, 0:6                  |
| 9.  | 18. August 1975   | Columbus     | Hartplatz   | Jürgen Faßbender | Bob Lutz Stan Smith              | 2:6, 7:6, 3:6             |
| 10. | 16. November 1975 | Buenos Aires | Sand        | Jürgen Faßbender | Paolo Bertolucci Adriano Panatta | 6:7, 7:6, 4:6             |
| 11. | 9. Mai 1976       | München (2)  | Sand        | Jürgen Faßbender | Juan Gisbert Manuel Orantes      | 6:1, 3:6, 2:6, 3:2 aufgg. |
| 12. | 20. Juni 1976     | Berlin       | Sand        | Jürgen Faßbender | Patricio Cornejo Julien Munoz    | 5:7, 1:6                  |
| 13. | 18. Juli 1976     | Kitzbühel    | Sand        | Jürgen Faßbender | Jan Kodeš Jiří Hřebec            | 7:6, 2:6, 4:6             |